# Ministeri d'Agricultura de Lituània

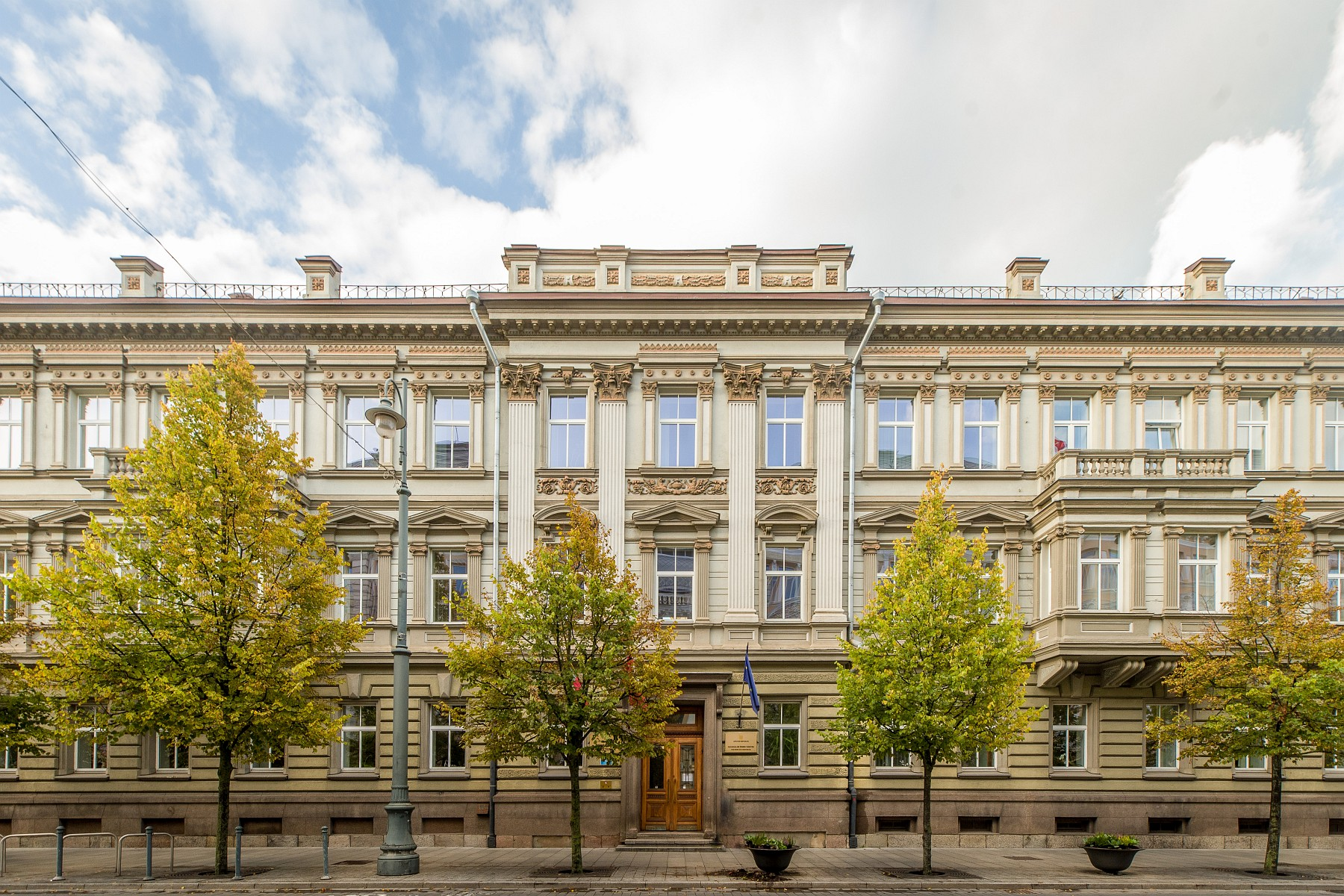
Edifici del Ministeri a Vílnius.

El Ministeri d'Agricultura de Lituània (en lituà: Lietuvos Respublikos Zemes ukio ministerija) amb seu a Vílnius i fundat el 1990. És un departament del Govern i les seves operacions estan autoritzades per la Constitució de la República de Lituània, els decrets són emesos pel President i el Primer Ministre, i les lleis aprovades pel Seimas (Parlament). La seva missió és assegurar la realització de les polítiques estatals i la coordinació en la política agrària, els aliments, la pesca, zones rurals i l'agricultura.

## Ministres d'agricultura
|    | Nom                         | Període                 |
| 1  | Vytautas Knašys             | 17-03-1990 – 13-01-1991 |
| 2  | Rimvydas Raimondas Survila  | 13-01-1991 – 12-02-1992 |
| 3  | Rimantas Karazija           | 12-02-1992 – 26-09-1994 |
| 4  | Vytautas Einoris            | 26-09-1994 – 04-12-1996 |
| 5  | Vytautas Knašys             | 12-04-1996 – 25-03-1998 |
| 6  | Edvardas Makelis            | 25-03-1998 – 27-10-2000 |
| 7  | Kęstutis Kristinaitis       | 27-10-2000 – 10-03-2001 |
| 8  | Jeronimas Kraujelis         | 03-10-2001 – 03-10-2004 |
| 9  | Kazimiera Danutė Prunskienė | 10-03-2004 – 29-11-2008 |
| 10 | Kazimieras Starkevičius     | 28-11-2008 – 12-12-2012 |
| 11 | Vigilijus Jukna             | 13-12-2012 – 17-07-2014 |
| 12 | Virginija Baltraitienė      | 17-07-2014 –            |